# 1Malaysia Development Berhad

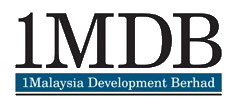
Logo da empresa.

A 1Malaysia Development Berhad (1MDB, em malaio: ˈsatu maˈlajʃa dɛˈvɛlɔpmɛn(t) bərˈɦad) é uma empresa de desenvolvimento estratégico insolvente da Malásia, de propriedade integral do Ministro das Finanças (Incorporado). Desde 2015, a empresa está sob forte escrutínio por suas transações suspeitas em dinheiro e evidências que apontam para lavagem de dinheiro, fraude e roubo. Uma ação movida e realizada pelo Departamento de Justiça dos Estados Unidos (DOJ) alegou que pelo menos 3,5 bilhões de dólares foram roubados do fundo estatal da 1MDB malaia.
A 1MDB foi criada para impulsionar iniciativas estratégicas para o desenvolvimento econômico de longo prazo do país, estabelecendo parcerias globais e promovendo o investimento estrangeiro direto. Berhad é um termo malaio que indica uma companhia aberta. A 1MDB concentra-se em projetos de desenvolvimento estratégico nas áreas de energia, imóveis, turismo e agronegócio. A 1MDB esteve envolvida em vários projetos de alto nível, como o Tun Razak Exchange, o projeto irmão do Tun Razak Exchange, Bandar Malaysia, e a aquisição de três produtores independentes de energia.

## Veer também
- Controvérsias envolvendo Najib Razak